# Homobono (nombre)
Homobono es un nombre propio masculino de origen latino en su variante en español. Procede de Homobonus, de homo (hombre) y bonus (bueno), por lo que significa «hombre bueno». 

## Santoral
13 de noviembre: San Homobono, confesor.

## Variantes
| Variantes en otras lenguas | Variantes en otras lenguas |
| -------------------------- | -------------------------- |
| Español                    | Homobono                   |
| Alemán                     | Homobonus                  |
| Catalán                    | Homobó                     |
| Checo                      | Homobonus                  |
| Euskera                    | Omobon                     |
| Francés                    | Hommebon                   |
| Gallego                    | Homebó                     |
| Holandés                   | Homobonus                  |
| Inglés                     | Homobonus                  |
| Italiano                   | Omobono                    |
| Latín                      | Homobonus                  |
| Portugués                  | Homembom                   |
| Ruso                       | Гомобон (Gomobon)          |
| Sardo                      | Omobònu                    |